# Potentilla agrimonioides
Potentilla agrimonioides är en rosväxtart som beskrevs av Friedrich August Marschall von Bieberstein. Potentilla agrimonioides ingår i Fingerörtssläktet som ingår i familjen rosväxter. Inga underarter finns listade i Catalogue of Life.